# Колібрі-самоцвіт білогорлий
Колі́брі-самоцві́т білогорлий (Lampornis castaneoventris) — вид серпокрильцеподібних птахів родини колібрієвих (Trochilidae). Ендемік Панами. Раніше вважався конспецифічним з пурпуровогорлими і сірохвостими колібрі-самоцвітами.

## Опис

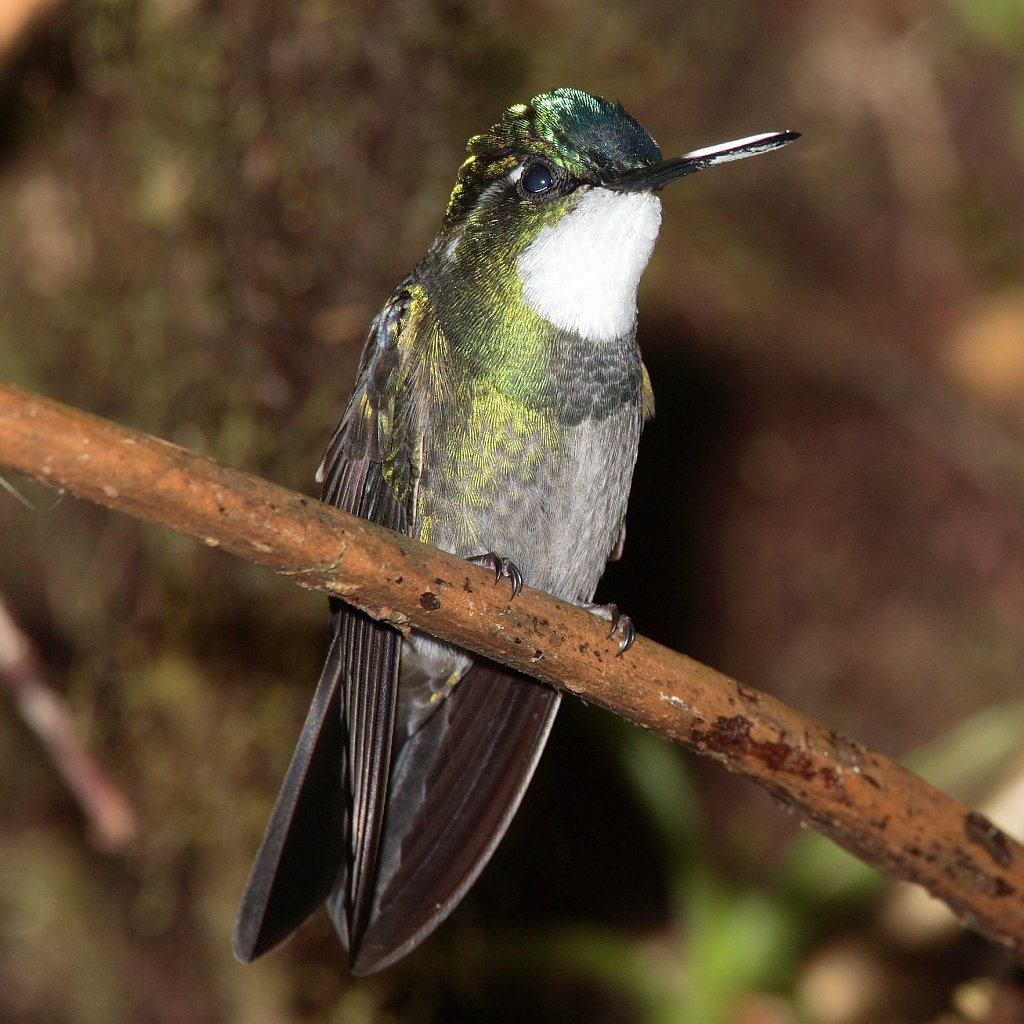
Самець білогорлого колібрі-самоцвіта

Довжина птаха становить 10-12 см, самці важать 5,7-6,3 г, самиці 4,7-5,5 г. У самців верхня частина тіла переважно темно-бронзово-зелена, на тімені смарагдово-зелена або яскраво-синьо-зелена блискуча пляма, хвіст синювато-чорний, за очима білі смуги. Підборіддя і горло білі, шия з боків і верхня частина грудей яскраво-зелені, решта нижньої частини тіла темно-сіра. Дзьоб середньої довжини, прямий, чорний.
У самиць синя пляма на голові і біла пляма на горлі відсутні, верхня частина тіла у них повністю яскраво-зелена, центральні стернові пера у них темно-зелені з металевим відблиском або бронзово-зелені, крайні стернові пера світліші. Горло і живіт у них тьмяно-руді, нижні покривні пера крил сірі з білими або охристими краями. Забарвлення молодих птахів є подібне до забарвлення самиць, однак у молодих самців тім'я, горло і груди тьмяно-зелені, а у молодих самиць пера на голові мають іржасті краї.

## Поширення і екологія
Білогорлі колібрі-самоцвіти мешкають в горах на заході Панами, в провінції Чирикі. Вони живуть в гірських дубових лісах, на узліссях і галявинах, у прилеглих вторинних заростях і в садах. Зустрічаються на висоті від 1500 до 3000 м над рівнем моря, на висоті нижче 2000 м над рівнем моря їх змінюють пурпуровогорлі колібрі-самоцвіти. Ведуть переважно осілий спосіб життя.
Білогорлі колібрі-самоцвіти живляться нектаром різноманітних квітучих рослин. Самці віддають перевагу нектару квітів епіфітів з родин вересових, геснерієвих і бромелієвих, які мають великі віночки. Вони шукають їх в середньому і верхньому ярусах лісу, захищають кормові території. Часиці віддають перевагу нектару чагарників з родин акантових, геснерієвих і маренових. Крім того, і самиці, і самці живляться нектаром квітучих дерев з родів Clusia і Inga та нектаром чагарників Stachytarpheta, що ростуть на краях кавових плантацій. Також білогорлі колібрі-самоцвіти живляться дрібними безхребетними: самці ловлять їх в польоті, а самиці збирають з рослинності або павутиння.
Білогорлі колібрі-самоцвіти гніздяться з жовтня по квітень, під час сезону дощів, однак були зафіксовані випадки гніздування в лютому. Гніздо компактне, чашоподібне, шириною 59 мм і глибиною 59 мм. робиться з рослинних волокон і павутиння, покривається зовні мохом і лишайниками, розміщується в тінистому підліску, на висоті від 0,5 до 3,5 м над землею. В кладці 2 білих яйця розміром 13,5-14,5×8,9-9,7 мм.